# Кривые Колена
Кривы́е Коле́на (укр. Криві Коліна) — село в Звенигородском районе Черкасской области Украины.

## История
В XIX веке село Кривые Колена было в составе Оксанинской волости Уманского уезда Киевской губернии. В селе была церковь.
В июле 1995 года Кабинет министров Украины утвердил решение о приватизации находившегося здесь совхоза.
Население по переписи 2001 года составляло 717 человек.